# We Will Rock You
We Will Rock You，是由皇后樂隊吉他手布赖恩·梅作词作曲，收录于皇后乐队1977年发行的专辑《News of the World》中。滚石于2004年将其评为史上最偉大的500首歌曲（The 500 Greatest Songs of All Time）的第330名，同时美国唱片业协会将其排在“Songs of the Century”（世纪之歌）榜单中的第146位。
除了最后30秒由May弹奏的吉他独奏外，整首歌曲采用了阿卡贝拉的形式，只使用跺脚和拍手作为音乐节拍。1977年，“We Will Rock You”及“We Are the Champions”合并在一张单曲专辑中发行，成为世界十大畅销单曲之一。

## 历史
这首歌，以及另一首经常与之搭配演奏的名曲“我们是冠军”，是为了纪念1977年英国巡回演唱会时发生的一件事而作的。当时乐队正在斯塔福德Bingley Hall进行演出，布莱恩·梅说到：
“我们加唱了一首曲目然后下台，这时歌迷不再是一直鼓掌，而是开始对我们合唱‘你永远不会独行’，我们完完全全被震撼住了——那真是一段万分感人的经历，我想歌曲里那如同赞美诗般的部分多多少少就是从这里得来的灵感。”
歌曲的一个版本被收录于乐队1977年的专辑《News of the World》作为主打的歌曲。此版本由一连串“跺脚-跺脚-拍手-暂停”作为节拍，并且使用了强烈的和声，以造成赞美诗的效果。敲击节奏是由乐队将自己多次跺脚、拍手的声音添加不同的延时效果后混录在一起，以产生类似于很多人同时在敲击的声音。不同的声音上添加的延时的时间长度比均为质数，此技术现在被称作非谐波混响（non-harmonic reverberation）。此外，乐队使用录音带将最后吉他独奏的部分循环播放了三次进行录制，而不是让布莱恩·梅弹三遍。
而在现场演奏时，在本曲后面通常会接上专辑的另外一首主打“我们是冠军”，使两首听起来像是前后连贯的一样。这两首歌也常常在广播电台或者大型露天体育场搭配播放。
皇后乐队也曾以另外一种编曲风格演奏过此歌曲（即常说的“快节奏版”），该版本节奏较快，并且从头至尾都有一个吉他、贝斯和鼓点的音轨在伴奏。此版本在20世纪70年代末、80年代初的演唱会上曾多次被乐队演奏，现场版被收录于1979年的双碟专辑《Live Killers》、2007年的专辑《Queen Rock Montreal》以及2004年发行的专辑《Queen on Fire - Live at the Bowl》。 
“快节奏版”的歌曲也曾经在录音室中录制过。1977年，BBC Radio 1的John Peel的节目中录制了该曲，该录制版被收录于1992年意大利地下CD“Queen - We Will Rock You”(On Stage CD 12018)。该版本是从一段更长的、以原慢节奏版开头的演奏中节取出来的。2002年，快节奏版作为太阳报的广告单曲首次正式发行。BBS录制的快版现在也可以在The Best of King Biscuit Live Volume 4及网上的Wolfgang's Vault里找到。在这两个版本发行时间之间，另有一个剪辑版，配有讨论婆罗门教的女声，用于BBC Radio的一个纪录节目。
歌曲中“跺脚，跺脚，拍手”的声音后来也被用在了Queen + Paul Rodgers的歌曲《Still Burnin》中。